# Gegen den Strich
Gegen den Strich (Alternativtitel: Gegen alle oder Wider die Natur; Originaltitel: À rebours) ist das bekannteste Werk des französischen Autors Joris-Karl Huysmans. Mit dem 1884 erschienenen Roman brach Huysmans endgültig mit dem Geist seiner früheren, realistischen Werke und setzte dem Begriff der Dekadenz ein Denkmal. À rebours wurde für die Anhänger und Vertreter von Dekadenzdichtung, Symbolismus und L’art pour l’art bald zum Kultbuch.

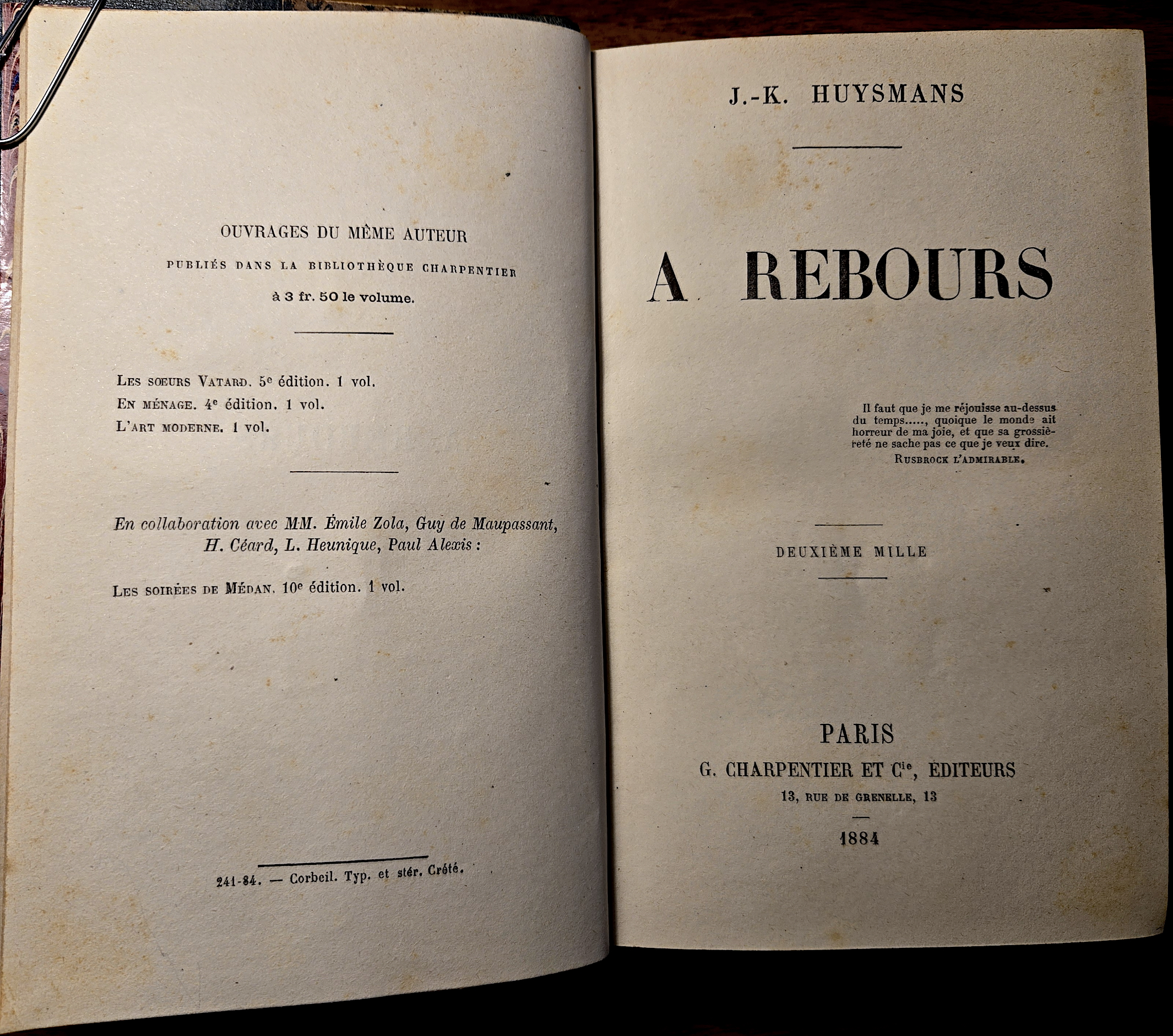
Frontispiz der Originalausgabe, auf der „in Zusammenarbeit“ mit dem Verleger Charpentier unter anderem Émile Zola, Guy de Maupassant, Henry Cérard und Paul Alexis zu erkennen sind.

## Handlung
Hauptperson des handlungsarmen Romans ist Jean Floressas Des Esseintes, ein exzentrischer französischer Adeliger und dekadenter Ästhet, der Letzte seines Geschlechts. Des Esseintes wird in einer Jesuitenschule erzogen und genießt danach das dekadente Leben der adeligen gehobenen Gesellschaft im ausgehenden 19. Jahrhundert. Unbefriedigt und enttäuscht von diesem Leben und unfähig zu menschlichen Kontakten zieht er sich in der Peripherie von Paris in ein Haus zurück, das nach seinen Vorstellungen extravagant ausgestattet ist. Manche Wesenszüge des Helden sind dem realen Schriftsteller Robert de Montesquiou entlehnt, der auch Vorbild für den Baron de Charlus in Marcel Prousts Romanfolge Auf der Suche nach der verlorenen Zeit war.
Des Esseintes vertritt die These des Ästhetizismus, dass die Natur primitiv und dem menschlichen Geist unterlegen sei, weshalb er alles Künstliche dem Natürlichen vorzieht. In der Einsamkeit widmet Des Esseintes sich seinen Liebhabereien: Er sammelt besondere Bücher antiker, frühchristlicher und mittelalterlicher Autoren, die er zum Teil in einer einzigen Ausgabe auf feinstem Papier und mit erlesenen Einbänden für sich gestalten lässt; er widmet sich der bildenden Kunst, insbesondere der Malerei, wobei er besonders Odilon Redon und Gustave Moreau bevorzugt; er legt sich eine umfassende Sammlung exotischer Pflanzen zu, die ein Vermögen kosten und bald eingehen, befasst sich mit Edelsteinen und Düften und lässt sich sarkastisch über die Religion aus. Seine bevorzugte Literatur sind die Werke von Flaubert, Poe und Baudelaire. Zum Sinnbild seines lebenstötenden Stilwillens wird eine Riesenschildkröte, die er sich anschafft, um einen seiner Teppiche zu schmücken. Da sie ihm aber farblich doch nicht zu passen scheint, lässt er den Panzer des Tieres derart mit Gold und Edelsteinen verzieren, dass die Schildkröte daran stirbt. Sein Lebensstil ruiniert schließlich seine Gesundheit und fördert seine Neurosen. Er siecht langsam dahin. Verzweifelt lässt er einen Pariser Arzt herbeiholen. Dieser „zwingt“ ihn zur Rückkehr in die Gesellschaft. Inwieweit diese Rückkehr die Genesung Des Esseintes’ zur Folge hat, lässt der Roman offen. Der Text schließt mit einem Gebet Des Esseintes: "(...) Herr, hab Mitleid mit dem Christen, der zweifelt, mit dem Ungläubigen, der glauben will, mit dem Sträfling des Lebens, der sich nachts aufmacht, allein unter dem Firmament, das nicht mehr erleuchtet wird von den Trostfackeln der alten Hoffnung!" 
In seinem zwanzig Jahre nach der Erstveröffentlichung entstandenen Vorwort zu Gegen den Strich zitiert Huysmans Barbey d’Aurévilly, der in einer Besprechung im Constitutionnel am 28. Juli 1884 geschrieben hatte: "Nach einem solchen Buch bleibt dem Verfasser nur noch die Wahl zwischen der Mündung einer Pistole und den Füßen des Kreuzes." "Das ist geschehen", kommentiert Huysmans diese Einlassung, die sowohl für den Protagonisten seines Romans Des Esseintes als auch ihn gelten konnte.

## Rezeption in Literatur und Popkultur
- Ein französischer Roman, der den Protagonisten in Oscar Wildes Roman Das Bildnis des Dorian Gray zu dekadenten Ausschweifungen inspiriert, wird häufig als Anspielung auf À rebours gedeutet. Wilde war – wie auch Stéphane Mallarmé – ein Bewunderer des Romans.

- Der Song Gegen den Strich der Hamburger Band Tocotronic bezieht sich ebenfalls auf den Roman, was Dirk von Lowtzow in diversen Interviews bestätigte. Außerdem wird im dazugehörigen Video-Clip eine Cover-Abbildung gezeigt.

- À rebours ist der Titel eines Lieds der britischen Band In the Nursery auf dem Album Duality sowie der Titel eines Lieds der Babyshambles auf dem Album Down in Albion.

- Der Erzähler in Unterwerfung von Michel Houellebecq ist Huysmans-Spezialist. Er hält À rebours für den Höhepunkt von dessen Schaffen und für einzigartig in der Weltliteratur.

### Ausgaben
- À rebours, Gallimard (folio) 1977.
- À rebours, GF-Flammarion 1978, ISBN 2-08-070298-X.
- Gegen den Strich, übersetzt von Marie Capsius. Schuster & Löffler, Berlin 1897, Deutsche Erstausgabe, Neuausgabe 2015
- Gegen den Strich, übersetzt von Hans Jacob. Kiepenheuer, Potsdam 1921, Diogenes, Zürich 2007, ISBN 978-3-257-20921-1.
- Gegen den Strich, übersetzt von Walter und Myriam Münz. Insel, Frankfurt am Main 2006, ISBN 978-3-458-34877-1.
- Gegen alle, übersetzt von Caroline Vollmann. Haffmans/Zweitausendeins, Frankfurt am Main 2007, ISBN 978-3-86150-587-7.
- Gegen den Strich, übersetzt von Brigitta Restorff. Artemis & Winkler, Düsseldorf 2008, ISBN 978-3-538-06351-8.

### Sekundärliteratur
- Hans-Jürgen Greif: Huysmans’ „A Rebours“ und die Dekadenz. Bouvier, Bonn 1971
- François Livi: J.-K. Huysmans. À rebours et l’esprit décadent. La Renaissance Du Livre, Paris 1972; Nizet, Paris 1991, ISBN 2-7078-1145-9